# Ле-Пуаре-сюр-Ви
Ле-Пуаре-сюр-Ви (фр. Le Poiré-sur-Vie) — коммуна на западе Франции, регион Пеи-де-ла-Луар, департамент Вандея, округ Ла-Рош-сюр-Йон, кантон Эзне. Расположена в 14 км к северо-востоку от Ла-Рош-сюр-Йона и в 50 км к югу от Нанта, в 20 км от автомагистрали А83. 
Население (2019) — 8 596 человек.

## Достопримечательности
- Церковь Святого Петра
- Шато Метери

## Экономика
Структура занятости населения:
- сельское хозяйство — 2,3 %
- промышленность — 28,5 %
- строительство — 12,6 %
- торговля, транспорт и сфера услуг — 38,7 %
- государственные и муниципальные службы — 17,9 %

Уровень безработицы (2018) — 8,4 % (Франция в целом —  13,4 %, департамент Вандея — 10,5 %). 

Среднегодовой доход на 1 человека, евро (2019) — 22 490 (Франция в целом — 21 730, департамент Вандея — 21 550).

## Демография
Динамика численности населения, чел.

## Администрация
Пост мэра Ле-Пуаре-сюр-Ви с 2015 года занимает Сабина Руаран (Sabine Roirand). На муниципальных выборах 2020 года возглавляемый ею правый список победил в 1-м туре, получив 69,50 % голосов.
| Период | Период | Фамилия        | Партия                                  | Примечания                                        |
| ------ | ------ | -------------- | --------------------------------------- | ------------------------------------------------- |
| 1971   | 1977   | Жан Рюшо       |                                         |                                                   |
| 1977   | 2001   | Леон Дарнис    | Объединение в поддержку Республики      | ветеринар, депутат Национального собрания Франции |
| 2001   | 2015   | Дидье Манделли | Союз за народное движение Республиканцы | коммерсант, сенатор                               |
| 2015   |        | Сабина Руаран  | Разные правые                           | секретарь                                         |

## Культура
В 1989 году уроженец Вандеи художник Рафаэль Туссен написал картину Новобрачные в Ле-Пуаре-сюр-Ви. В следующем году муниципальный совет коммуны предложил ему перенести картину на фронтон одного из домов в центре Ле-Пуаре-сюр-Ви. Художник вместе с группой помощников повторил на стене площадью 144 кв.м свою картину, ставшую символом коммуны.